# Аконіт
Аконіт або то́я (Aconitum) — рід багаторічних трав'янистих рослин родини жовтецевих (Ranunculaceae).
Корені потовщені, веретеноподібні або ріпоподібні; листки пальчасто-роздільні. Квітки зигоморфні з пелюстковидними чашолистками, зібрані в просту або розгалужену китицю. Відомо понад 300 видів (див. Список видів роду аконіт), поширених в Північній півкулі. В Україні — 17 видів, більшість в Карпатах і Прикарпатті, інші переважно в лісостепу. Майже всі рослини цього роду містять отруйний алкалоїд — аконітин. Цвіте тоя у серпні, нектар і пилок також є отруйними для бджіл, а мед — для людей. Рекомендовано для бджолярів знищувати рослини, якщо їх знайти в зоні льоту бджіл із пасіки, особливо, якщо на час цвітіння припадає безвзятковий період.
Використовуються в медицині. Деякі види вирощуються як декоративні.

## Деякі види
- Тоя вовкобійна (Aconitum lycoctonum subsp. lasiostomum, народна назва — вовкобій)
- Тоя кущиста (Aconitum eulophum)
- Тоя міцна (Aconitum firmum)
- Тоя молдавська (Aconitum moldavicum, народна назва — вовкобой, вовкобойник)
- Тоя строката (Aconitum variegatum)

## Аконіт в історії
З сивої давнини відомі людям отруйні властивості аконітів. В Індії їх використовували для отруєння стріл. Пліній Старший називав аконіти рослинним арсеном. У стародавній Греції та Римі їх використовували для виконання смертних вироків. Діоскорид зазначав, що аконіти вживали для отруєння вовків, пантер та інших диких звірів. Великий римський поет Овідій, описуючи у своїй поемі «Метаморфози» золота, срібна та залізна доба людства, для характеристики гріхів залізної доби використовував такий вислів: 
| «Грізні мачухи варять квіти аконітів.» |
А. П. Чехов у книзі «Острів Сахалін» описує випадок захворювання людини, яка їла печінку свині, що отруїлася аконітом. Очевидно, з цим пов'язані народні назви: зілля чорне, отрутник, тоядь[джерело?]. Також відомо, що цією квіткою Клеопатра отруїла рідного брата.

## У фільмах
- «Шарлотка на десерт» (з циклу «Речдок»): у хроніці після 11:03 (зокрема, про джунгарський). Весь фільм побудований на отруєнні аконітином.
- «Корейська морква» (з циклу «Речдок»).
- «Джинні та Джорджія» — фільм, що розповідає про те, як мати отруїла аконітом свого чоловіка, бо той чіплявся до її доньки.
- «Вовченя» — аконіт виступає сильною отрутою для перевертнів.
- «Декстер» — у 7 сезоні аконіт описується як «маленька, отруйна фіолетова квітка», якою Ханна Маккей вбивала своїх жертв.

## Цікаві факти про аконіт
- В часи Давньої Греції тою вирощували як декоративну рослину, але в 117 році Траян помітив, що його слуги помирають від взаємодії з ним.
- В східній Індії аконіт входив до суміші, якою обробляли наконечники стріл. Противник помирав одразу після влучання, навіть якщо поранення не було смертельним.
- Плутарх описував у своїх працях, що воїни використовували тою як знеболювальне, але часто неправильно розраховували дозу й вона зводила їх з розуму.
- Тоя настільки небезпечна, що отруєння може відбутися навіть від дотику до листя голими руками, оскільки отрута дуже швидко і легко всмоктується.[5]